# 우주론자 목록
이 목록은 우주의 역사와 그 대규모 구조에 대한 연구 분야인 우주론에 주목할 만한 공헌을 한 과학자들의 이름과 그 우주론적 업적을 요약한 것이다.

## 가
- 기요르기 파알 (György Paál) (1934–1992) 1950년대 후반에 퀘이사와 은하단 분포를 연구하고, 1970년에는 적색편이의 양자화로부터 우주가 사소한 위상 구조를 가질 수 있다는 생각을 함

## 나
- 니콜라스 B. 순체프 (1952–) 초신성 관측을 사용하여 우주 팽창 가속도를 발견하고 초신성 거리 척도를 보정
- 니콜라우스 코페르니쿠스 (1473–1543) 태양 중심 우주론을 공식화
- 닐 투록 (Neil Turok) (1958–) 우주 배경에서 편광과 온도 이방성 사이의 상관관계를 예측하고 빅뱅을 막(brane)의 충돌로 설명

## 다
- 데니스 W. 시아마 (Dennis W. Sciama) (1926–1999) 우주론의 여러 측면을 연구하고 다수의 주요 우주론자들을 지도함
- 데이브 H. 리스 (David H. Lyth) (1940–) 입자 우주론을 연구하고 급팽창과 원시 비균질성에 관한 두 권의 책을 저술
- 데이브 스퍼겔 (David N. Spergel) (1961–) 윌킨슨 마이크로파 비등방성 탐색 위성을 사용하여 초기 우주의 온도와 이방성을 측정
- 데이비드 N. 슈램 (David N. Schramm) (1945–1997) 빅뱅 이론의 전문가이자 암흑 물질의 초기 지지자
- 데이비드 토드 윌킨슨 (1935–2002) 위성 탐사선을 사용하여 우주 배경 복사를 측정
- 데이비스 원즈 (David Wands) 초기 우주에서 급팽창, 초끈 및 밀도 섭동을 연구

## 라
- 라스 헤른퀴스트 (Lars Hernquist) (1954–) 은하의 형성과 진화에 대한 연구
- 라시드 수냐에프 (1943–) 초기 우주의 밀도 변동 이론을 개발했으며, 대규모 밀도 변동을 관찰하기 위해 우주 배경 왜곡을 사용하는 방법을 설명
- 라우로 모스카르디니 (Lauro Moscardini) (1961–) 초기 우주에서 은하 집단을 모델링
- 라이너 K. 삭스 (Rainer K. Sachs) (1932–) 우주 배경 복사에서 중력에 의해 유도되는 적색편이를 발견
- 랠프 애셔 앨퍼 (1921–2007) 우주에서 관측된 수소와 헬륨의 비율이 빅뱅 모델, 예측된 우주 배경 복사로 설명될 수 있다고 주장
- 레너드 파커 (Leonard Parker) (1938–) 일반 상대성 이론 내에서 양자장 이론 연구를 확립
- 로날드 칸토프스키 (Ronald Kantowski) (1939–) 일반 상대성 이론에 대한 공간적으로 균질하지만 이방성 솔루션을 발견
- 로렌스 M. 크라우스 (Lawrence M. Krauss) (1954–) 《A Universe from Nothing》 등 우주론에 관한 대중적인 과학 서적의 저자
- 로만 울리히 섹슬 (Roman Ulrich Sexl) (1939–1986) 수학적으로 특수 상대성 이론과 동등한 절대 동시성의 에테르 기반 이론을 개발
- 로버트 M. 월드 (Robert M. Wald) (1947–) 일반 상대성 이론에 관한 대중적인 교과서를 저술, 블랙홀의 열역학을 연구, 곡선형 시공간에서 양자장 이론의 공리적 공식을 만듦
- 로버트 브란덴버거 (Robert Brandenberger) (1956–)는 동료인 쿰룬 바파 (Cumrun Vafa)와 함께 끈 가스 우주론을 공식화하고 우주 섭동 이론을 개발
- 로버트 키르쉬너 (Robert Kirshner) (1949–) 은하계가 희박하게 밀집되어 있는 넓은 지역인 Boëtes 공극을 발견하고 우주론에 관한 유명한 책을 저술
- 로버트 허먼 (1914–1997) 배경 복사의 온도를 예견
- 로버트 디키 (1916–1997) 배경 복사를 측정했으며, 중력 상수와 우주의 나이를 연관시키기 위해 인류학적 원리의 초기 버전을 사용
- 로베르토 아브라함 (1965–) 초기 은하의 모양을 연구
- 로저 펜로즈 (1931~) 특이점을 중력 붕괴와 연결하고, 적나라한 특이점이 존재하지 않는다고 추측했으며, 균질성을 설명하기 위해 중력 엔트로피를 사용함
- 리 스몰린 (1955–) 양자 중력을 연구하여 우주론적 자연 선택 이론을 대중화
- 리사 랜들 (1962-)은 랜들-선드럼 모델에 기여했는데, 이 모델은 뒤틀린 기하학 고차원 우주의 관점에서 세계를 설명함
- 리처드 C. 톨먼 (1881–1948)은 우주가 팽창함에 따라 우주 배경이 흑체의 프로파일을 유지함을 보여줌
- 리처드 마세이 (Richard Massey) (1977–) 우주 암흑 물질 지도를 작성
- 리처드 엘리스 (Richard S. Ellis) (1950–) 중력 렌즈 효과와 높은 적색편이 초신성을 사용하여 은하, 대규모 구조 및 암흑 물질의 기원을 연구

## 마
- 마가렛 J. 겔러 (1947–)는 상부 구조 규모의 은하 필라멘트인 장성 구조를 발견
- 마르틴 리스 (Martin Rees) (1942–) 퀘이사가 블랙홀에 의해 동력을 얻는다고 제안했으며, 퀘이사의 분포를 연구하여 정상 상태가 틀렸음을 입증함
- 마이크 J. 디즈니 (Mike J. Disney) (1937–) 표면 밝기가 낮은 은하를 발견
- 마이클 S. 터너 (Michael S. Turner) (1949–) 암흑 에너지 용어를 만듦
- 마크 M. 필립스 (Mark M. Phillips) (1951–) 초신성 관측을 사용하여 우주 팽창 가속도를 발견하고 초신성 거리 척도를 보정
- 마크 데이비스 (1947–) 50,000개의 높은 적색편이 은하를 조사한 수석 천문학자
- 마크 트로덴 (Mark Trodden) (1968–) 장 이론에서 위상학적 결함이 가지는 우주론적 의미를 연구
- 마틴 보조발트 (1973–) 루프 양자 중력을 연구하고 루프 양자 우주론을 확립
- 막스 테그마크 (Max Tegmark) (1967–) 슬론 전천 탐사의 데이터를 사용하여 람다-차가운 암흑 물질 모델의 매개변수를 결정하고 다중 우주의 수학적 모델을 연구
- 무스타파 이샥 부샤키 (Mustapha Ishak Boushaki) (1967–) 우주론에 관한 물리학자 연구원
- 미하우 헬레르 (1936–) 양자 중력에 대한 비가환적 접근에 대하여 연구 하였다.

## 바
- 바비샤이 드켈 (Avishai Dekel) (1951–) 암흑 물질이 지배하는 암흑 에너지가 지배하는 우주에서 은하 형성과 대규모 구조를 연구
- 버나드 J. 카 (Bernard J. Carr) (1949–)는 인류원리를 장려하고 원시 블랙홀을 연구
- 베라 루빈 (1928–2016) 암흑 물질의 이론이 나오도록 하는 은하 회전 속도의 불일치를 발견
- 베스토 슬라이퍼 (1875–1969) 은하의 시선방향 속도를 최초로 측정하여 우주 팽창에 대한 경험적 기초를 제공
- 베아트리체 틴슬리 (1941~1981) 은하의 진화, 경량 원소의 생성, 우주의 가속 팽창을 연구
- 볼프강 린들러 (1924–2019) "이벤트 호라이즌"이라는 문구와, 린들러 좌표를 만들어 스피너 사용을 (로저 펜로즈와 함께) 대중화
- 브라이언 슈밋트 (1967–)는 초신성 데이터를 사용하여 우주 팽창 가속도를 측정
- 빌럼 더시터르 (1872–1934) 아인슈타인과 함께 암흑 물질 이론을 발전시켰고, 일반 상대성 이론에 대한 확장된 무물질 해를 발견

## 사
- 사모스의 아리스타르코스 (기원전 310~230년) 태양 중심설의 초기 지지자
- 사이먼 D. 화이트 (Simon D. White) (1951–) 람다-차가운 암흑 물질 모델에서 은하 형성을 연구
- 샌드라 페이버 (1944–)는 초은하단 규모의 중력 이상 현상인 거대 인력체를 발견. 차가운 암흑 물질 이론의 공동 발명가
- 셀레우키아의 셀레우코스(c.190–c.150 BC) 태양 중심 모델을 지원하기 위해 조수 관측을 사용
- 솔 펄머터 (1959–) 초신성 관측을 이용하여 우주 팽창을 측정
- 솜나트 바라드와즈 (1964–) 대규모 구조 형성을 연구
- 숀 M. 캐롤 (1966–)은 암흑 에너지, 일반 상대성 이론 및 자연 팽창을 연구.
- 스티븐 W. 호킹 (1942–2018) 일반상대성이론에서의 특이점에 대하여 기술하고 특이점이 없는 빅뱅모델을 개발했으며, 원시 블랙홀을 예견
- C. B. 콜린스 (C. B. Collins)는 평탄도 문제를 해결하기 위해 인류학적 원리를 사용

## 아
- 아르노 펜지어스 (1933–2024) 우주 배경 복사를 최초로 관찰
- 아리스토텔레스 (기원전 384~322년경) 수세기 동안 널리 받아들여진 지구 중심 우주론을 가정
- 아리아바타 (476–550) 느리고 빠른 주전원이 있는 지구 중심 모델을 설명
- 아브라함 뢰브 (Abraham Loeb) (1962–) 원시 별, 원시 블랙홀, 퀘이사, 재이온화, 중력렌즈, 감마선 폭발을 연구
- 아산사 쿠레이 (Asantha Cooray) (1973–) 암흑 에너지, 대형 구조의 후광 모델, 우주 마이크로파 복사를 연구
- 아서 지오프리 워커 (1909–2001) 일반 상대성 이론의 표준 모델을 개발하고 상대론적 참조 프레임의 수학을 연구
- 아이작 뉴턴 (1642–1727) 만유인력 법칙의 공식을 개발하고 태양 중심설을 지지
- 안드레아스 알브레히트 (Andreas Albrecht) 초기 우주의 형성, 우주 구조 및 암흑 에너지를 연구.
- 안드레이 린데 (1948–) 인플레이션 모델을 개척했으며 거짓 진공에서 우주의 영원한 혼돈 팽창을 제안
- 안드레이 사하로프 (1921–1989)는 쌍둥이 이론, CPT 대칭 우주를 창안
- 알렉산더 빌렌킨 (Alexander Vilenkin, 1949–) 지속되는 급팽창이 일반적임을 보여주고, 우주 끈을 연구하고, 양자 요동으로부터의 우주 창조를 이론화
- 알렉산드르 프리드만 (1888–1925)은 일반 상대성 이론에 대한 우주 확장 솔루션을 발견
- 알렉스 잘라이 (Alex Szalay) (1949–) 중성미자가 지배하는 우주에서의 구조 형성, 차가운 암흑 물질이 지배하는 우주에서 편향된 은하 형성, 뜨겁고 차갑고 따뜻한 암흑 물질이 지배하는 우주에서 전력 스펙트럼을 계산하는 작업을 함
- 알리 쿠시 (Ali Qushji) (1403–1474) 아리스토텔레스 물리학에, 특히 고정된 지구에 대한 경험적 반증을 제시하면서 도전했는데 이는 코페르니쿠스에 영향을 미쳤을 수 있음
- 알베르트 아인슈타인 (1879–1955)은 일반 상대성 이론과 우주 상수를 소개
- 알시이즈 (Al-Sijzi) (c. 945–1020) 지구의 자전을 기반으로 아스트롤라베(astrolabe)를 발명
- 압드 알라흐만 알수피 (903–986) 40개 이상의 별자리와 그 안에 있는 별을 나열하는 《항성의 서》를 저술
- 아담 리스 (1969–) 초신성 데이터에서 우주 팽창이 가속되고 있다는 증거를 발견하고 암흑 에너지 모델을 확인
- 앤드루 R. 리들 (Andrew R. Liddle) (1965–) 인플레이션 모델을 연구하고 인플레이션과 원시 비균질성에 관한 두 권의 책을 저술
- 앨런 구스 (1947–) 빅뱅 직후 기하급수적 인플레이션 단계를 이론화하여 우주의 등방성을 설명
- 앨런 샌디지 (Allan Sandage) (1936–2010) 우주 거리 척도를 설정하고 우주 팽창 속도를 정확하게 추정
- 야나 레빈 (Janna Levin) (1967–) 자명하지 않은 토폴로지를 갖는 제한된 우주에 대한 증거를 탐색함
- 야말 나즈룰 이슬람 (Jamal Nazrul Islam) (1939–2013) 우주론에 관한 7권의 책을 출판
- 야코프 보리소비치 젤도비치 (1914–1987) 퀘이사를 설명하기 위해 거대한 블랙홀의 강착 원반을 사용했으며 우주 배경의 콤프턴 산란을 예측
- 어빙 시걸(Irving Segal, 1918-1998)은 멀리 떨어진 소스의 스펙트럼에서 적색편이를 대안적으로 설명하는 크로노메트릭 우주론을 창안함
- 에드워드 L. 라이트 (Edward L. Wright) (1947–) 빅뱅 이론을 홍보하고 먼지 흡수가 우주 배경 측정에 미치는 영향을 연구
- 에드워드 콜브 (Edward Kolb) (1951–) 바리온과 암흑 물질의 출현을 포함한 빅뱅 우주론을 연구하고 우주론에 관한 인기 있는 교과서를 저술
- 에드윈 허블 (1889–1953) 다른 은하들의 존재를 예시하고 적색편이와 거리 관계의 확증
- 에브게니 M. 리프시츠 (Evgeny M. Lifshitz) (1915–1985) 우주의 진화를 위해 본질적인 특이점을 가진 진동 모델을 추측
- 오르푸 베르톨라미 (Orfeu Bertolami) (1959–) 우주 상수, 인플레이션, 암흑 에너지-암흑 물질 통합 및 상호 작용, 대체 중력 이론을 연구
- 오페르 라하브 (Ofer Lahav) (1959–) 암흑 물질과 암흑 에너지 연구
- 요엘 레파엘리(Yoel Rephaeli) 은하단의 존재를 추론하기 위해 고에너지 전자에 의한 우주 배경의 왜곡을 사용
- 요하네스 케플러 (1571-1630) 태양 중심설을 개척하고 타원 행성 운동을 발견했으며 천체 운동을 물리적 원인으로 설명하려고 시도
- 위르겐 엘러스 (1929–2008)는 중력 렌즈 효과를 설명하고 등방성 마이크로파 배경의 수학적 의미를 연구
- 윈 왕 (Yun Wang) (1964–) 초신성 및 은하계 적색편이 데이터를 사용하여 암흑 에너지를 조사
- 윌리엄 G. 티프트 (William G. Tifft) 은하의 적색편이가 양자화된다는 이론을 세움
- 이사악 마르코비치 할라트니코프 (Isaak Markovich Khalatnikov) (1919–2021) 우주의 진화를 위하여 필수적인 특이점을 가지는 진동 모델을 추측
- 이안 에이나스토 (Jaan Einasto) (1929–) 암흑 물질의 초기 지지자인 은하 초은하단의 대규모 분포 구조를 연구

## 자
- 자파르 이븐 무함마드 아부 마샤르 알발키 (Ja'far ibn Muhammad Abu Ma'shar al-Balkhi) (787–886) 페르시아에서 유럽으로 아리스토텔레스의 이론을 전달
- 장피에르 루미네 (Jean-Pierre Luminet) (1951–) 블랙홀과 우주의 토폴로지를 연구
- 저슨 골드하버 (Gerson Goldhaber) (1924–2010) 초신성 관측을 사용하여 우주의 에너지 밀도를 측정
- 제나디 V. 칠비소프 (Gennady V. Chibisov) (1946–2008) 양자 요동으로 인한 우주 밀도 섭동의 기원
- J. 리처드 고트 (J. Richard Gott) (1947–) 시간 여행을 위해 우주 끈을 사용할 것을 제안
- 제이언트 나르리카르 (Jayant Narlikar) (1938–) 정상 상태 이론을 홍보
- 제임스 M. 바딘 (1939–2022) 일반 상대성 이론 하에서 블랙홀과 진공의 수학을 연구
- 제임스 비니 (James Binney) (1950–) 은하 역학 및 은하 가스의 초신성 파괴를 연구
- 제임스 피블스 (1935–) 우주 배경 복사를 예측하고 구조 이론에 기여했으며 암흑 물질을 피하는 모델을 개발
- 제프리 윅스 (Jeffrey Weeks) (1956–) 우주의 위상을 결정하기 위해 우주 배경 패턴을 사용
- 조르주 르메트르 (1894–1966) 빅뱅 이론과 거리-적색편이 관계를 제안
- 조엘 프리막 (Joel Primack) (1945–) 차가운 암흑 물질 이론을 공동 발명
- 조지 가모프 (1904–1968)는 우주에서 관측된 수소와 헬륨의 비율이 원시 은하의 질량과 반경을 모델링한 빅뱅 모델로 설명될 수 있다고 주장
- 조지 스무트 (1945–) 우주 배경 탐사 위성을 사용하여 초기 우주의 온도와 이방성을 측정
- 조지 에프스타시우 (George Efstathiou) (Cosmologist)(1955–) 선구적인 컴퓨터 시뮬레이션, 은하단 관찰 및 우주 마이크로파 배경 변동 연구
- 조지 엘리스 (1939–)는 재활용 메커니즘으로 벌거벗은 특이점을 가진 원통형 정상 우주를 이론화
- 조지프 실크 (Joseph Silk) (1942–) 광자 확산 감쇠를 사용하여 초기 우주의 균질성을 설명
- 존 D. 배로우 (1952–2020) 인류의 우주론적 원리를 대중화
- 존 P. 후크라 (John P. Huchra) (1948–2010) 장성 구조, 은하의 초구조적 스케일의 필라멘트의 발견
- 존 모팟 (John Moffat) (1932–) 어린 우주에서 훨씬 더 고속의 광속을 제안하고 반대칭 중력 이론을 개발
- 찐 쑤언 투언 (Trinh Xuan Thuan) (1948–) 은하 형성과 진화를 연구

## 차
- 찰스 L. 베넷 (Charles L. Bennett) (1956–) 마이크로파 배경 복사의 불규칙성을 매핑하여 우주의 대규모 구조를 연구
- 찰스 W. 미스너 (1932–2023)는 일반 상대성 이론에 대하여 믹스마스터 우주와 미스너 공간 등의 해를 연구하고 중력에 관한 영향력 있는 교과서를 기술
- 찰스 W. 헬러비 (Charles W. Hellaby) 변동하는 메트릭 시그너처를 가지는 일반상대론 모델을 기술

## 카
- 카를로스 S. 프렌크 (Carlos S. Frenk) (1951–)는 우주 구조 형성을 연구
- 칼 세이건 (1934~1996)
- 크리스 히라타 (Chris Hirata) (1982–) 약한 중력 렌즈 효과에 대한 연구
- 프톨레마이오스 (90–168) 천문학에 관하여 유일하게 현존하는 고대 문헌을 썼고, 우주 모델로 주전원이 있는 중첩된 구 세트를 추측

## 타
- 타누 파드마나브한 (Thanu Padmanabhan) (1957–2021) 양자 중력과 양자 우주론을 연구
- 토드 R. 라우어 (Tod R. Lauer) (1957–) 은하 중심에 있는 거대한 블랙홀을 분류하고 그 질량을 은하 구조의 다른 특성과 관련시킴
- 토마스 골드 (Thomas Gold) (1920–2004) 정상 상태 이론을 제안
- 톰 아벨 (1970–) 원시 별 형성을 연구
- 톰 키블 (1932–2016) 우주 끈 개념의 도입
- 튀코 프라헤 (1546–1601) 주전원의 지구 중심 시스템을 홍보

## 파
- 페드로 G. 페레이라 (Pedro G. Ferreira) (1968–) 일반 상대성 이론과 이론적 우주론에 관하여 연구
- 폴 데이비스 (Paul Davies) (1946–) 마이크로파 배경 변동을 설명하고 시간의 화살을 연구하는 진공 모델을 개발했으며 많은 대중 언론 서적을 저술
- 폴 스타인하트 (Paul Steinhardt) (1952–) 인플레이션 우주론을 개척했고, 영원한 인플레이션의 최초의 예를 소개했으며, 본질적인 암흑 에너지를 소개했고, 강력한 자기 상호 작용 암흑 물질의 개념을 소개했으며, 브레인 우주론과 우주의 순환 모델을 연구
- 프랭크 J. 티플러 (Frank J. Tipler, 1947–)는 시간 여행에는 특이점이 필요하다는 것을 증명하고 인류학적 원리를 홍보
- 프레드 호일 (1915–2001) 정상 상태 이론을 옹호하고, 카본 핵의 에너지 레벨을 설명하기 위하여 인류학적 원리를 사용함
- 프리츠 츠비키 (1898–1974) 월터 바드 (Walter Baade)와 함께 "초신성"이라는 용어를 만들어 중성자별, 표준 촛불로서의 초신성, 중력 렌즈 효과 및 암흑 물질을 이해하는 데 기여
- 피터 콜스 (Peter Coles) (1963–) 은하 클러스터링을 모델링하고 여러 우주론 책을 저술

## 하
- 하워드 P. 로버트슨 (1903–1961) 일반 상대성 이론에 대한 근사화로 두 물체 문제를 해결하고 일반 상대성 이론의 표준 모델을 개발
- 한네스 알펜 (1908–1995) 은하 자기장이 플라즈마 전류에 의해 생성될 수 있다는 이론을 세움
- 한스 회르비거 (1860–1931) 모든 우주론적 과정의 기초로서의 얼음에 대한 유사과학적 이론을 공식화
- 헤르만 본디 (1919–2005) 정상 상태 모델을 개발
- 헨리 티에 (Henry Tye) (1947–) 급팽창의 원인으로 막-반대막 상호작용을 제안
- 호로니우스 아우구스토두네시스 (c.1080−1151) 우주론, 지리, 및 세계사에 대한 대중적인 백과사전의 집필
- 호아오 마게이호 (João Magueijo) (1967–) 동질성을 위한 급팽창 이론의 대안으로 초기 우주에서 훨씬 고속의 광속을 제안
- 흄 A. 펠트만 (Hume A. Feldman) (1953–)은 우주의 섭동과 대규모 우주 구조의 통계적 및 역학적 특성을 연구

## 같이 보기
- 우주론의 연대표